# Estadio Amjadieh
El Estadio Amjadieh (en persa امجدیه) también llamado Estadio Shahid Shiroudi es un estadio ubicado en la ciudad de Teherán, Irán. Fue inaugurado en 1942 y posee una capacidad para 30.000 personas. El estadio cambió su nombre tras la Revolución iraní de 1979 y fue renombrado en honor a Shahid Ali Akbar Shiroudi, un piloto de helicópteros que murió en la guerra Irán-Irak.

## Historia
El estadio es uno de los recintos deportivos más antiguos de Irán. Fue inaugurado en 1942 y está ubicado en pleno centro de la ciudad de Teherán. El estadio ha sido sede de numerosos eventos deportivos, culturales y reuniones políticas. La Selección de fútbol de Irán lo tuvo como su estadio oficial desde entonces, hasta que fue inaugurado el Estadio Aryamehr (Estadio Azadi) en 1973. También fue el estadio del Taj Club (Esteghlal FC) y del Persepolis FC, y actualmente lo es del Shahin Tehran FC.
El estadio albergó en su totalidad la Copa Asiática de 1968 en donde la Selección iraní se proclamó campeona al derrotar a la Selección de Israel por 2–1. También fue sede de la Copa de Clubes de Asia 1970 que coronó al Taj Club, que venció por 2–1 al Hapoel Tel Aviv FC. 
En 1974 el estadio Amjadieh junto con el estadio Aryamehr (estadio Azadi) y el estadio del Persépolis, fue el anfitrión del torneo de fútbol de los Juegos Asiáticos de 1974. El estadio también fue la sede del Campeonato Juvenil de la AFC 2000.